# Hrvatski nogometni kup 2018-2019
La Hrvatski nogometni kup 2018./19. (coppa croata di calcio 2018-19) fu la ventottesima edizione della coppa nazionale croata, fu organizzata dalla Federazione calcistica della Croazia e fu disputata dall'agosto 2018 al maggio 2019.
Il detentore era la Dinamo Zagabria, che in questa edizione fu sconfitta in finale. La Dinamo si rifece vincendo il campionato.
Il trofeo fu vinto dal Rijeka, al suo quinto titolo nella competizione, la sua settima coppa nazionale contando anche le due della Coppa di Jugoslavia.
Dato che ambedue le finaliste erano già qualificate per le coppe europee, il posto in UEFA Europa League 2019-2020 andò alla quarta classificata, l'Hajduk Spalato.

## Formula e partecipanti
Alla competizione partecipano le migliori squadre delle divisioni superiori, con la formula dell'eliminazione diretta, tutti i turni sono disputati in gara unica.
Al turno preliminare accedono le squadre provenienti dalle  Županijski kupovi (le coppe regionali): le 21 vincitrici più le finaliste delle 11 coppe col maggior numero di partecipanti.
Le prime 16 squadre del ranking quinquennale di coppa (63 punti alla vincitrice della coppa, 31 alla finalista, 15 alle semifinaliste, 7 a quelle che hanno raggiunto i quarti, 3 a quelle eliminate agli ottavi, 1 se eliminate ai sedicesimi) sono ammesse di diritto ai sedicesimi di finale.

### Ammesse di diritto ai sedicesimi di finale
Le prime 16 squadre (coi punti) del ranking 2012-2017 entrano di diritto nei sedicesimi della Coppa 2018-19 :
- 1 Dinamo Zagabria (191 punti)
- 2 Rijeka (157)
- 3 Hajduk Spalato (107)
- 4 Slaven Belupo (71)
- 5 Lokomotiva Zagabria (52)
- 6 RNK Spalato (49)
- 7 Osijek (39)
- 8 Istria 1961 (31)
- 9 Cibalia (27)
- 10 Zara (25)
- 11 Inter Zaprešić (23)
- 12 NK Zagabria (15)
- 13 Vinogradar (14)
- 14 GOŠK Dubrovnik 1919 (11)
- 15 Sebenico (11)
- 16 Zelina (10)

### Le finali regionali
Le Županijski kupovi (le coppe regionali) 2017-2018 hanno qualificato le 32 squadre (segnate in giallo) che partecipano al turno preliminare della Coppa di Croazia 2018-19. Si qualificano le 21 vincitrici più le finaliste delle 11 coppe col più alto numero di partecipanti.
| Zona                                    | Regione                       | Vincitore            | Finalista       | Risultato |
| OVEST                                   |                               |                      |                 |           |
| --------------------------------------- | ----------------------------- | -------------------- | --------------- | --------- |
| OVEST                                   | Regione istriana              | Rovigno              | Rudar Labin     | 1–0       |
| OVEST                                   | Regione litoraneo-montana     | Krk                  | Vinodol         | 4–0       |
| OVEST                                   | Regione della Lika e di Segna | Nehaj Senj           | Velebit Žabica  | 3–1       |
| CENTRO                                  |                               |                      |                 |           |
| Città di Zagabria                       | Hrvatski Dragovoljac          | Vrapče               | 2–2 (6-3 dtr)   |           |
| Regione di Zagabria                     | Kurilovec                     | Sava Strmec          | 2–0             |           |
| Regione di Krapina e dello Zagorje      | Zagorec                       | Gaj Mače             | 3–0             |           |
| Regione di Karlovac                     | Karlovac                      | Ogulin               | 4–0             |           |
| Regione di Sisak e della Moslavina      | Libertas Novska               | Segesta              | 1–1 (11-10 dtr) |           |
| NORD                                    |                               |                      |                 |           |
| Regione di Virovitica e della Podravina | Pitomača                      | Suhopolje            | 0–0 e 5–1       |           |
| Regione di Koprivnica e Križevci        | Koprivnica                    | Križevci             | 4–0             |           |
| Regione del Međimurje                   | Međimurje                     | Nedelišće            | 2–0 e 3–2       |           |
| Regione di Varaždin                     | Varaždin                      | Bednja Beletinec     | 4–1 e 4–1       |           |
| Regione di Bjelovar e della Bilogora    | Bjelovar                      | Garić Garešnica      | 4–0             |           |
| EST                                     |                               |                      |                 |           |
| Regione di Osijek e della Baranja       | BSK Bijelo Brdo               | Višnjevac            | 2–1             |           |
| Regione di Vukovar e della Sirmia       | Vukovar                       | Graničar Županja     | 2–0             |           |
| Regione di Požega e della Slavonia      | Slavija Pleternica            | Slavonija Požega     | 1–0             |           |
| Regione di Brod e della Posavina        | Marsonia 1909                 | Sloga Nova Gradiška  | 3–1             |           |
| SUD                                     |                               |                      |                 |           |
| Regione zaratina                        | Primorac Biograd              | Dragovoljac Poličnik | 1–0             |           |
| Regione di Sebenico e Tenin             | Zagora Unešić                 | Mladost Tribunj      | 7–2             |           |
| Regione spalatino-dalmata               | Sloga Mravince                | Solin                | 4–0             |           |
| Regione raguseo-narentana               | Jadran Ploče                  | Župa Dubrovačka      | 0–0 (5-4 dtr)   |           |

### Riepilogo
| turno d'entrata | 1ª Divisione 1.HNL | 2ª Divisione 2.HNL | 3ª Divisione 3.HNL | 4ª Divisione (livello interregionale) | 5ª Divisione 1.ŽNL (1º livello regionale) |
| --------------- | --- | --- | --- | --- | --- |
| dai 16esimi     | Dinamo Zagabria Hajduk Spalato Inter Zaprešić Istria 1961 Lokomotiva Zagabria Osijek Rijeka Slaven Belupo | Sebenico Zara | Cibalia GOŠK Dubrovnik 1919 RNK Spalato Vinogradar NK Zagabria | Zelina | |
| dal preliminare | nessuna | BSK Bijelo Brdo Hrvatski Dragovoljac Međimurje Varaždin | Bjelovar Jadran Ploče Koprivnica Krk Kurilovec Marsonia 1909 Primorac Biograd Slavija Pleternica Sloga Nova Gradiška Vukovar Zagora Unešić Zagorec | Bednja Beletinec Graničar Županja Karlovac Križevci Nedelišće Nehaj Senj Pitomača Rovigno Rudar Labin Sava Strmec Segesta Višnjevac Vrapče Zagabria | Libertas Novska Sloga Mravince Suhopolje |
| non qualificate | HNK Gorica Rudeš | Dugopolje Kustošija Lučko Sesvete Solin | le altre 33 squadre | tutte le altre squadre | tutte le altre squadre |
| Note            | Le seconde squadre (Dinamo II, Hajduk II, etc) non possono partecipare alla coppa. Non esiste il girone interregionale della Dalmazia, quindi le squadre delle 1.ŽNL di Zara, Sebenico, Spalato e Dubrovnik risultano di quarto livello e non di quinto. | Le seconde squadre (Dinamo II, Hajduk II, etc) non possono partecipare alla coppa. Non esiste il girone interregionale della Dalmazia, quindi le squadre delle 1.ŽNL di Zara, Sebenico, Spalato e Dubrovnik risultano di quarto livello e non di quinto. | Le seconde squadre (Dinamo II, Hajduk II, etc) non possono partecipare alla coppa. Non esiste il girone interregionale della Dalmazia, quindi le squadre delle 1.ŽNL di Zara, Sebenico, Spalato e Dubrovnik risultano di quarto livello e non di quinto. | Le seconde squadre (Dinamo II, Hajduk II, etc) non possono partecipare alla coppa. Non esiste il girone interregionale della Dalmazia, quindi le squadre delle 1.ŽNL di Zara, Sebenico, Spalato e Dubrovnik risultano di quarto livello e non di quinto. | Le seconde squadre (Dinamo II, Hajduk II, etc) non possono partecipare alla coppa. Non esiste il girone interregionale della Dalmazia, quindi le squadre delle 1.ŽNL di Zara, Sebenico, Spalato e Dubrovnik risultano di quarto livello e non di quinto. |

### Calendario
| Turno                | Data              | Numero gare | Squadre | Entrano in questo turno                                                |
| -------------------- | ----------------- | ----------- | ------- | ---------------------------------------------------------------------- |
| Turno preliminare    | 29 agosto 2018    | 16          | 48 → 32 | Vincitrici delle 21 coppe regionali 11 finaliste delle coppe regionali |
| Sedicesimi di finale | 26 settembre 2018 | 16          | 32 → 16 | Le migliori 16 del ranking                                             |
| Ottavi di finale     | 31 ottobre 2018   | 8           | 16 → 8  | Nessuna                                                                |
| Quarti di finale     | 5 dicembre 2018   | 4           | 8 → 4   | Nessuna                                                                |
| Semifinali           | 24 aprile 2019    | 4           | 4 → 2   | Nessuna                                                                |
| Finale               | 31 maggio 2019    | 1           | 2 → 1   | Nessuna                                                                |

## Turno preliminare
Il sorteggio del turno preliminare si è tenuto il 1º agosto 2018.
| Squadra 1            | Risultato             | Squadra 2           |
| -------------------- | --------------------- | ------------------- |
| 18 agosto 2018       |                       |                     |
| Primorac Biograd     | 3 – 1                 | Zagora Unešić       |
| 21 agosto 2018       |                       |                     |
| Rudar Labin          | 0 – 3                 | Krk                 |
| 28 agosto 2018       |                       |                     |
| Nehaj Senj           | 4 – 1                 | Graničar Županja    |
| Hrvatski Dragovoljac | 0 – 3                 | Varaždin            |
| 29 agosto 2018       |                       |                     |
| Bednja Beletinec     | 2 – 0                 | Pitomača            |
| BSK Bijelo Brdo      | 0 – 0 (dts) (3-4 dtr) | Vukovar             |
| Koprivnica           | 1 – 3                 | Sloga Mravince      |
| Međimurje            | 5 – 0                 | Sava Strmec         |
| Nedelišće            | 2 – 4                 | Sloga Nova Gradiška |
| Jadran Ploče         | 1 – 0                 | Bjelovar            |
| Križevci             | 2 – 0                 | Rovigno             |
| Slavija Pleternica   | 1 – 0                 | Segesta             |
| Suhopolje            | 2 – 3 (dts)           | Kurilovec           |
| Višnjevac            | 1 – 2                 | Vrapče Zagabria     |
| Zagorec              | 9 – 0                 | Libertas Novska     |
| Karlovac             | 1 – 2                 | Marsonia 1909       |

## Sedicesimi di finale
Gli accoppiamenti vengono eseguiti automaticamente attraverso il ranking del momento (32ª–1ª, 31ª–2ª, 30ª–3ª, etc) e sono stati resi noti il 31 agosto 2018. Si è ricorso al sorteggio per determinare le posizioni di Krk, Slavija Pleternica, Jadran Ploče e Zagorec che si trovavano in perfetta parità nel ranking.

La graduatoria è la seguente: 1-Dinamo, 2-Rijeka, 3-Hajduk, 4-Slaven Belupo, 5-RNK Spalato, 6-Osijek, 7-Lokomotiva, 8-Istra 1961, 9-Inter Zaprešić, 10-Zadar, 11-Cibalia, 12-Vinogradar, 13-Zagreb, 14-Šibenik, 15-Međimurje, 16-GOŠK Dubrovnik, 17-Zelina, 18-Varaždin, 19-Nehaj, 20-Marsonia, 21-Slavija Pleternica, 22-Krk, 23-Vukovar, 24-Bednja, 25-Sloga NG, 26-Primorac, 27-Zagorec, 28-Jadran, 29-Kurilovec, 30-Vrapče, 31-Križevci e 32-Sloga Mravince.
| Squadra 1           | Risultato             | Squadra 2           |
| ------------------- | --------------------- | ------------------- |
| 18 settembre 2018   |                       |                     |
| Bednja Beletinec    | 0 – 3                 | Inter Zaprešić      |
| 19 settembre 2018   |                       |                     |
| Zagorec             | 0 – 3                 | Osijek              |
| 25 settembre 2018   |                       |                     |
| Udarnik Kurilovec   | 0 – 2                 | Slaven Belupo       |
| Vukovar             | 3 – 5 (dts)           | Zara                |
| 26 settembre 2018   |                       |                     |
| Jadran Ploče        | 3 – 1                 | RNK Spalato         |
| Marsonia 1909       | 3 – 0                 | NK Zagabria         |
| Nehaj Senj          | 2 – 2 (dts) (2-4 dtr) | Sebenico            |
| Križevci            | 0 – 9                 | Rijeka              |
| Krk                 | 1 – 0                 | Cibalia             |
| Vrapče Zagabria     | 0 – 2                 | Hajduk Spalato      |
| Slavija Pleternica  | 0 – 4                 | Vinogradar          |
| Primorac Biograd    | 0 – 1                 | Lokomotiva Zagabria |
| Sloga Mravince      | 0 – 1                 | Dinamo Zagabria     |
| Sloga Nova Gradiška | 2 – 4                 | Istria 1961         |
| Zelina              | 2 – 0                 | GOŠK Dubrovnik 1919 |
| Varaždin            | 2 – 0                 | Međimurje           |

## Ottavi di finale
Gli accoppiamenti vengono eseguiti automaticamente attraverso il ranking del momento (16ª–1ª, 15ª–2ª, 14ª–3ª, etc) e vengono comunicati il 26 settembre 2018.
| Squadra 1       | Risultato   | Squadra 2           |
| --------------- | ----------- | ------------------- |
| 30 ottobre 2018 |             |                     |
| Zara            | 1 – 3       | Lokomotiva Zagabria |
| Inter Zaprešić  | 2 – 1       | Istria 1961         |
| 31 ottobre 2018 |             |                     |
| Marsonia 1909   | 0 – 1       | Slaven Belupo       |
| Krk             | 1 – 5       | Osijek              |
| Vinogradar      | 4 – 2       | Jadran Ploče        |
| Zelina          | 0 – 4       | Dinamo Zagabria     |
| Sebenico        | 1 – 2 (dts) | Hajduk Spalato      |
| Varaždin        | 1 – 2       | Rijeka              |

## Quarti di finale
Il sorteggio dei quarti di finale si è tenuto il 6 novembre 2018.

| Squadra 1           | Risultato | Squadra 2      |
| ------------------- | --------- | -------------- |
| 4 dicembre 2018     |           |                |
| Inter Zaprešić      | 3 – 0     | Vinogradar     |
| Lokomotiva Zagabria | 1 – 2     | Rijeka         |
| 5 dicembre 2018     |           |                |
| Osijek              | 2 – 1     | Hajduk Spalato |
| Dinamo Zagabria     | 1 – 0     | Slaven Belupo  |

## Semifinali
Gli abbinamenti sono stati eseguiti tramite sorteggio l'11 dicembre 2018.

| Squadra 1       | Risultato | Squadra 2 |
| --------------- | --------- | --------- |
| 23 aprile 2019  |           |           |
| Dinamo Zagabria | 2 – 0     | Osijek    |
| 24 aprile 2019  |           |           |
| Inter Zaprešić  | 1 – 2     | Rijeka    |

## Finale
Ad inizio stagione la data della finale era prevista per il 31 maggio, ma nella riunione del 31 marzo la HNS ha deciso l'anticipo al 22 maggio 2019 e che la sede sarà lo Stadio Aldo Drosina a Pola.

Al 74º minuto, Simon Sluga ha parato un calcio di rigore di Dani Olmo.
| Arbitro: | Batinić (Osijek) |

|                                    |           |           |
| Čolak 13’ Halilović 39’ Kvržić 85’ | Marcatori | 64’ Oršić |

| Rijeka | Dinamo |

|              |    |                      |  |     |
|              |    |                      |  |     |
|              |    |                      |  |     |
| P            | 12 | Simon Sluga          |  |     |
| D            | 4  | Roberto Punčec       |  |     |
| C            | 6  | Ivan Lepinjica       |  | 75’ |
| C            | 7  | Zoran Kvržić         |  |     |
| C            | 8  | Tibor Halilović      |  | 80’ |
| D            | 13 | Dario Župarić        |  |     |
| A            | 17 | Antonio Čolak        |  | 83’ |
| C            | 24 | Domagoj Pavičić      |  |     |
| D            | 26 | João Escoval         |  |     |
| D            | 27 | Ivan Tomečak         |  |     |
| C            | 31 | Luka Capan           |  |     |
| Substitutes: |    |                      |  |     |
| P            | 32 | Andrej Prskalo       |  |     |
| D            | 3  | Petar Mamić          |  |     |
| C            | 14 | Boadu Maxwell Acosty |  |     |
| A            | 18 | Robert Murić         |  |     |
| A            | 20 | Alexander Gorgon     |  | 80’ |
| A            | 21 | Jakov Puljić         |  | 83’ |
| C            | 44 | Stjepan Lončar       |  | 75’ |
| Manager:     |    |                      |  |     |
| Igor Bišćan  |    |                      |  |     |

|                 |    |                           |     |     |
|                 |    |                           |     |     |
| P               | 40 | Dominik Livaković         |     |     |
| C               | 5  | Arijan Ademi              |     |     |
| C               | 7  | Dani Olmo                 | 74' |     |
| D               | 13 | Amir Rrahmani             |     | 46’ |
| C               | 20 | Iyayi Atiemwen            |     | 46’ |
| A               | 21 | Bruno Petković            |     |     |
| D               | 28 | Kévin Théophile-Catherine |     | 78’ |
| D               | 30 | Petar Stojanović          |     |     |
| C               | 34 | Ivan Šunjić               |     |     |
| D               | 66 | Emir Dilaver              |     |     |
| C               | 99 | Mislav Oršić              |     |     |
| A disposizione: |    |                           |     |     |
| P               | 1  | Danijel Zagorac           |     |     |
| C               | 8  | Izet Hajrović             |     | 78’ |
| A               | 11 | Mario Gavranović          |     | 46’ |
| D               | 22 | Marin Leovac              |     | 46’ |
| C               | 27 | Nikola Moro               |     |     |
| D               | 55 | Dino Perić                |     |     |
| C               | 92 | Damian Kądzior            |     |     |
| Allenatore:     |    |                           |     |     |
| Nenad Bjelica   |    |                           |     |     |

## Marcatori
| Pos. | Giocatore       | Squadra             | Reti |
| ---- | --------------- | ------------------- | ---- |
| 1    | Antonio Čolak   | Rijeka              | 7    |
| 2    | Matija Smrekar  | Zagorec             | 5    |
| 3    | Filip Bungić    | Sloga Nova Gradiška | 4    |
| 3    | Igor Prijić     | Vinogradar          | 4    |
| 5    | Vlatko Blažević | Zara                | 3    |
| 5    | Robert Brdar    | Krk                 | 3    |
| 5    | Mihovil Šutalo  | Jadran Ploče        | 3    |
| 5    | Ivan Vukelić    | Nehaj Senj          | 3    |